# 淖毛湖
淖毛湖，也称英库勒湖、诺木淖尔，位于中华人民共和国新疆维吾尔自治区伊吾县淖毛湖镇，地处淖毛湖戈壁以南、莫钦乌拉山东北。淖毛湖是伊吾河及周边小河的尾闾湖。20世纪60年代后因伊吾河灌溉引水增大，湖泊逐渐变为湿地，湖盆内多有泉水溢出。现今仅夏季洪水泛滥时，有一定水面，冬季基本干涸。湖盆内富金、铁、煤等矿床资源。